# ISO 3166-2:NL
ISO 3166-2:NL — стандарт Международной организации по стандартизации, который определяет геокоды. Является подмножеством стандарта ISO 3166-2, относящимся к Нидерландам. Стандарт охватывает 12 провинций и субъекты федерации Королевства Нидерландов: 3 самоуправляемых государственных образования и 3 особые общины Нидерландов. Каждый геокод состоит из двух частей: кода Alpa2 по стандарту ISO 3166-1 для Нидерландов — NL и дополнительного кода, записанных через дефис. Дополнительный двухбуквенный код провинций Нидерландов образован созвучно названию, аббревиатуре названия провинций. Геокоды провинций, самоуправляемых государственных образований и особые общины Нидерландов являются подмножеством кодов домена верхнего уровня — NL, присвоенного Нидерландам в соответствии со стандартами ISO 3166-1.

## Геокоды Нидерландов

Геокоды провинций Нидерландов по стандарту ISO 3166-2:NL

Геокоды 12 провинций административно-территориального деления Нидерландов.
| Код    | Административная единица                      | Статус                      |
| ------ | --------------------------------------------- | --------------------------- |
| NL-DR  | Дренте                                        | провинция                   |
| NL-FL  | Флеволанд                                     | провинция                   |
| NL-FR  | Фрисландия                                    | провинция                   |
| NL-GE  | Гелдерланд                                    | провинция                   |
| NL-GR  | Гронинген                                     | провинция                   |
| NL-LI  | Лимбург                                       | провинция                   |
| NL-NB  | Северный Брабант                              | провинция                   |
| NL-NH  | Северная Голландия                            | провинция                   |
| NL-OV  | Оверэйссел                                    | провинция                   |
| NL-UT  | Утрехт                                        | провинция                   |
| NL-ZE  | Зеландия                                      | провинция                   |
| NL-ZH  | Южная Голландия                               | провинция                   |
| NL-AW  | Аруба                                         | самоуправляемое образование |
| NL-CW  | Кюрасао                                       | самоуправляемое образование |
| NL-SX  | Синт-Мартен                                   | самоуправляемое образование |
| NL-BQ1 | Бонайре, Синт-Эстатиус и Саба (Бонайре)       | особая община               |
| NL-BQ2 | Бонайре, Синт-Эстатиус и Саба (Синт-Эстатиус) | особая община               |
| NL-BQ3 | Бонайре, Синт-Эстатиус и Саба (Саба)          | особая община               |

## Геокоды пограничных Нидерландам государств
- Германия — ISO 3166-2:DE (на востоке),
- Бельгия — ISO 3166-2:BE (на юге).